# Национальное объединение (Франция)
«Национа́льное объедине́ние» (фр. Rassemblement national, сокращённо RN), до 1 июня 2018 года «Национа́льный фронт» (фр. Front National, сокращённо FN) — ультраправая консервативная националистическая политическая партия во Франции, основанная в октябре 1972 года французским политиком Жаном-Мари Ле Пеном. Партия имеет 126 депутатских мандатов из 577 в нижней палате французского парламента (Национальное собрание). До парламентских выборов июня 2022 года RN имела всего 8 мест в Национальном собрании.
Ранее наибольших успехов партия «Национальный фронт» добивалась на выборах в Национальное собрание в 1986 году (35 мест) и в Европарламент в 2014 году (24 места).
Позже, в связи с возвращением к мажоритарной системе выборов в Парламент Франции, партии не удавалось завоёвывать места в Национальном собрании.
В 2002 году на выборах президента Франции Жан-Мари Ле Пен вышел во второй тур, набрав 16,86 % голосов; во втором туре он набрал 17,79 % голосов, проиграв Жаку Шираку.
В первой половине 2000-х годов «Национальный фронт» по результатам парламентских и муниципальных выборов являлся третьей по значимости партией страны. 

На парламентских выборах 2007 года партия набрала 4,3 % голосов, не получив ни одного места в Национальном собрании.
На парламентских выборах 2012 года партия получила два места в парламенте, а после выборов в Сенат в 2014 году — 2 места в Сенате.
В 2015 году партию также представляли 26 мэров городов.
К концу 2014 года в партии состояло свыше 80 тысяч членов.

## Партийная программа
Основные положения политической программы «Национального фронта» в общих чертах следующие:
- прекращение дальнейшей иммиграции из неевропейских стран и ужесточение требований при получении французского гражданства (приём не более 10 тысяч иммигрантов в год);
- прекращение программ воссоединения семей для мигрантов;
- отмена прожиточного минимума RMI и государственной медицинской помощи АМЕ для иностранцев;
- возврат к традиционным ценностям: ограничение абортов, поощрение многодетных семей, сохранение французской культуры;
- проведение протекционистской политики, поддержка французских производителей, мелкого и среднего бизнеса через снижение налогов;
- при наличии равных достоинств и навыков предоставление рабочих мест и пособий французам, а не мигрантам;
- сокращение продолжительности вида на жительство с 10 до 3 лет;
- создание министерства внутренних дел, иммиграции и секуляризма;
- борьба с сегментацией общества на национальные и религиозные общины, утверждение светского начала;
- запрет всех расистских, сексистских и дискриминационных практик, в частности, в общественных местах (к примеру, халяль в школьных столовых, раздельного посещения бассейнов и т. п.);
- обсуждение возвращения смертной казни;
- снижение возраста уголовной ответственности с 18 до 15 лет;
- ужесточение наказаний и урезание социальных льгот рецидивистам;
- конституционная реформа в плане ограничения президентского срока (не более 1 избрания на 7 лет), расширение практики референдумов, изменение статуса заморских территорий Франции, изменение выборной системы с мажоритарной на пропорциональную;
- восстановление примата национального законодательства над европейским, пересмотр договоров с Евросоюзом и выход из НАТО;
- немедленный вывод французских войск из Афганистана;
- против принятия Турции в Евросоюз;
- противодействие процессам глобализации, евроинтеграции, большая степень независимости страны от Евросоюза и международных организаций;
- поддержка государственного участия в областях здравоохранения, образования, транспорта, банковского дела и энергетики.
- оказывать социальную помощь и выдавать пособия на семью только гражданам Франции. Реформировать законодательство таким образом, чтобы преимущественным критерием для выдачи социального пособия стало гражданство. Налог, взимаемый с иностранцев больничной кассой и социальным страхованием, должен быть повышен.

Своим успехом НФ во многом обязан антииммигрантской, в основном антиисламской риторике, присутствовавшей в его программе с первых лет существования, но лишь в начале 1980-х годов ставшей приносить политические дивиденды, что было связано с ростом актуальности данной проблемы во Франции. В 80-е годы иммиграция стала центральной темой всего политического дискурса «лепеновцев», что заставило миллионы коренных французов, недовольных своим социально-экономическим положением, по-новому взглянуть на эту партию и отдать ей свои голоса на выборах. С этого времени НФ возглавляет лагерь противников «эмансипации» иммигрантов, видя в них «разносчиков насилия», «захватчиков рабочих мест», «социальных паразитов» и «ненасытных попрошаек».
В 1983 году Ле Пен выдвигает лозунг, декларирующий право коренных французов на сохранение своей культуры в условиях, когда этнокультурная ситуация в стране начинает на глазах меняться, негативно оценивая мультикультурный проект интеграции иммигрантов. Так, партийная программа предполагает возможность натурализации иммигрантов только на базе ассимиляционного подхода, когда кандидат на получение гражданства должен быть готов воспринять «духовные ценности, обычаи, язык и принципы, образующие основу французской цивилизации». Таким образом, гражданами Франции могут стать представители любых рас и этнических групп, при условии, что они станут французами по духу и культуре.
Социально-экономическая программа партии предполагает радикальное ограничение вмешательства государства во внутреннюю экономическую жизнь страны (одновременно с протекционизмом во внешней политике), свободу предпринимательства. Экономическая часть партийной программы в значительной мере основывается на идеях и взглядах Ж. Сапира.
Во время президентской кампании 2002 года главный упор был сделан на проблему законности и общественного порядка. Текущие установки НФ включают в себя ужесточение наказаний для большинства видов преступлений, восстановление смертной казни. НФ склонен возлагать ответственность за совершаемые во Франции, особенно в пригородах, преступления на иммигрантов. Поэтому восстановление безопасности (sécurité) в стране непосредственно связано с репатриацией иностранцев на родину и ограничением дальнейшей иммиграции.
Партия позиционирует себя как единственную альтернативу как левым, так и традиционным правым партиям, и призывает французов к осуществлению «второй французской революции», в ходе которой вся реальная власть перешла бы в руки народа и в стране была бы установлена новая «Шестая республика» авторитарного типа, основанная на принципе прямой демократии.
После «арабской весны» 2011 года партия возглавила антииммигрантские силы, развернув кампанию по прекращению приёма беженцев из Северной и Восточной Африки, а также с Ближнего Востока.
После президентских выборов 2017 года глава предвыборной кампании Марин Ле Пен Давид Рашлин выступил за переименовании партии для привлечения потенциального электората. Среди возможных названий есть название «Патриоты». Лидер «Национального фронта» Ле Пен не воспротивилась возможному переименованию, но выступила против названия «Патриоты». Также после выборов Президента Франции руководство «Национального фронта» отказались от таких положений программы, как выход из Европейского союза и выход из еврозоны в пользу восстановления национальной валюты — франка. Представитель партии в Европарламенте заявил, что у «Национального фронта» новая цель — в рамках ЕС получить больше контроля над государственным бюджетом и банковской системой.
За время своего существования партия эволюционировала от ультраправой до правоцентристской. «Партию Ле Пенов никоим образом нельзя считать традиционной правой. По экономическим взглядам она ближе к левым». Партия и её руководство отличается умеренными антиамериканскими взглядами и выступает против Трансатлантического партнёрства.

«Американский способ ведения дел ничего не принес Франции. Гигиенические и социальные методы, принятые в США, не подходят для нужд Франции и французов. Мультинациональные интересы, которые там приняты, Франции не нужны. По сути, все это только ослабляет Францию. Я стою на защите экономических методов, которые помогут Франции»— М. Ле Пен

### Евроскептицизми внешнеполитические взгляды
НФ был одной из тех партий, которые выступили против ратификации Маастрихтского договора в 1992 году и Европейской конституции в 2005 году. По мнению Ле Пен, Франции не следует вступать ни в какие международные организации, которые будут ограничивать французский суверенитет в принятии политических решений. Так, НФ выступает с резкой критикой нынешней политики евроинтеграции, «превращающей Европу в некую Федерацию под командованием Нового мирового порядка». В противовес этой модели французские правые предлагают вариант «Европы наций» или же «Европы ста флагов», предполагающий сохранение национальных государств в рамках общеевропейского культурного пространства, а не единого строго унифицированного государства.
Партия и её руководство с самого начала выступали против участия в войне в Персидском заливе в 1991 году и иракской войне в 2003 году. Посетив Саддама Хуссейна в 1990 году, Ж-М. Ле Пен объявил его своим другом.
Марин Ле Пен высказывается за референдум по вопросу о выходе из зоны евро, возвращение таможенных границ внутри Евросоюза и против двойного гражданства. Она также выступает против активного французского вооружённого вмешательства за пределами страны (в частности, в конфликтах в Кот-д’Ивуаре и Ливии), за признание права Израиля на защиту от терроризма, признание Палестинского государства и против укрепления роли Ирана на Ближнем и Среднем Востоке.
В 2014 году партия выступила в поддержку действий РФ в ходе Крымского кризиса, а в конце ноября М. Ле Пен назвала В. В. Путина «защитником христианского наследия европейской цивилизации», заявив, что Украина «покорена» Соединёнными Штатами, что стало поводом для разрыва отношений со стороны украинской партии «Свобода». Осудив рост антироссийских настроений в Европе и декларируемые интересы НАТО в Восточной Европе, в дальнейшем представители «Национального фронта», в частности депутат Европарламента Жан-Люк Шаффхаузер, осенью 2014 поддерживали самопровозглашённые ЛНР и ДНР, наблюдая за непризнанными Киевом выборами руководителей этих образований в Донбассе, а в мае 2015 года советник главы партии Эммануэль Леруа побывал на праздновании годовщины образования самопровозглашённой ДНР в Донецке. М. Ле Пен выступила за федерализацию Украины и предоставление бо́льших прав всем украинским регионам и, одновременно, за усиление связей Украины с Евросоюзом.
Партия и её руководство выступают против антироссийских санкций, считая, что происходящее — ведение США новой «холодной войны» с Россией.

## Руководство партии
С 1972 по 2011 год партию бессменно возглавлял Жан-Мари Ле Пен. 

С 15 января 2011 года (получив на выборах главы 2/3 голосов) по настоящее время президентом партии является его дочь, Марин Ле Пен.
Согласно решению XVII съезда НО с 13 сентября 2021 года фактически функции президента партии выполняет Жордан Барделла.
У партии 4 вице-президента:
- Жордан Барделла — с 2019 года
- Луи Алио — с 2011 года, отвечает за обучение и публичные акции партии (гражданский муж М. Ле Пен)
- Стив Брио[англ.] — с 2014 года, отвечает за местные кадры и партийный контроль
- Давид Рашлин[англ.] — с 2014 года

Имеются 9 членов исполнительного бюро партии.

## История

### Участие в выборах в Национальное собрание
| Год выборов | Голоса в 1 м туре выборов | % полученных голосов | Голоса во 2 м туре выборов | % полученных голосов | Число полученных мест |
| ----------- | ------------------------- | -------------------- | -------------------------- | -------------------- | --------------------- |
| 1973        | 108,616                   | 0.5 %                | —                          | —                    | 0                     |
| 1978        | 82,743                    | 0.3 %                | —                          | —                    | 0                     |
| 1981        | 44,414                    | 0.2 %                | —                          | —                    | 0                     |
| 1986        | 2,699,307                 | 9.8 %                | —                          | —                    | 35                    |
| 1988        | 2,353,466                 | 9.8 %                | —                          | —                    | 1                     |
| 1993        | 3,155,702                 | 12.7 %               | 1,168,143                  | 5.8 %                | 0                     |
| 1997        | 3,791,063                 | 14.9 %               | 1,435,186                  | 5.7 %                | 1                     |
| 2002        | 2,873,390                 | 11.1 %               | 393,205                    | 1.9 %                | 0                     |
| 2007        | 1,116,136                 | 4.3 %                | 17,107                     | 0.1 %                | 0                     |
| 2012        | 3,528,373                 | 13.6 %               | 842,684                    | 3.66 %               | 2                     |
| 2017        | 2,990,454                 | 13.2 %               | 1,590,869                  | 8.75 %               | 8                     |

### Региональные выборы 2010 года
14 и 21 марта 2010 года во Франции состоялись региональные выборы во всех двадцати шести регионах страны, включая заморские департаменты. Эти выборы считаются пробой сил перед президентскими выборами 2012 года. В целом, победу одержала оппозиционная коалиция «Левый союз» во главе с «Социалистической партией», набрав 54 % голосов. Партии «Союз за народное движение» удалось собрать лишь 36 % и оставить за собой лишь один регион Франции — Эльзас.
Значительного успеха на нынешних выборах достиг и «Национальный фронт». Ему удалось пройти во второй тур голосования в двенадцати регионах страны. В итоге, он собрал около 2,0 млн голосов (9,17 %). Кроме того, сам Ле Пен, возглавивший партийный список в регионе Прованс-Альпы-Лазурный берег, добился здесь лучшего результата в истории своей партии, набрав 22,87 % голосов и обеспечив своим сторонникам 21 из 123 депутатских мандатов в местном совете, что почти в два раза превосходит аналогичный показатель партии на выборах в 2004 году. На севере Франции, в регионе Север-Па-де-Кале, за «Национальный Фронт», местный список которого возглавила дочь лидера партии Марин Ле Пен, отдали свои голоса 22,20 % избирателей, что гарантировало «Национальному фронту» 18 из 113 мест в региональном совете (для сравнения: в 2004 году партия «довольствовалась» здесь лишь 5 депутатскими мандатами из 112).
Также НФ получил представительства в регионах: Лангедок-Руссильон (10 из 66), Пикардия (8 из 57), Центральный регион (7 мест), Лотарингия (10 из 73), Рона-Альпы (17 из 157), Бургундия, Шампань-Арденны, Верхняя Нормандия.
В целом активнее всего «Национальный фронт» поддерживали в средиземноморских регионах страны, где наиболее велика доля иммигрантского населения. Меньше всего голосов партия получила в западных регионах и столичном Иль-де-Франс, где НФ не удалось преодолеть 10-12 % барьер.

### Парламентские и президентские выборы 2012 года
После неожиданного успеха на президентских выборах 2012 года лидера НФ Марин Ле Пен, где она набрала рекордные для партии 17,9 % (6 421 426 голосов), партия могла рассчитывать на высокий результат на выборах в Национальное Собрание. Однако на выборах, состоявшихся 17 июня, НФ смог делегировать лишь двух своих депутатов, причём сама лидер партии не смогла победить во втором туре, проиграв кандидату от социалистов Филиппу Кемелю. Зато успеха добилась её племянница, 22-летняя Марион Марешаль Ле Пен, ставшая помимо этого ещё и самым молодым депутатом в Нижней палате.

### Выборы в Европарламент (2014)
С 22 по 25 мая 2014 года в 28 странах ЕС проходили выборы в Европарламент, где заседает 751 депутат. Аналитики предрекали усиление позиций крайне правых националистических партий, полностью выступающих против самой идеи ЕС, и евроскептиков. По данным январских исследований журнала Economist, эти политические силы смогут получить от 16 до 25 % голосов избирателей, но по оценке заведующего отделом стратегических оценок Центра ситуационного анализа РАН Сергея Уткина рост их поддержки не «изменит европейского политического ландшафта», который будут определять центристы (правого и левого толка).
По итогам выборов «Национальный фронт» увеличил своё присутствие в Европарламенте с 3 до 24 депутатов (из 74, положенных Франции), при этом во Франции партия заняла первое место с результатом 24,86 % (4 712 461 голос). В конце июня 2014 года стало известно о том, что «Национальный фронт» отказался создавать коалицию с польской партией «Конгресс новых правых» из-за идеологических разногласий, а также венгерской и греческой партиями «Йоббик» и «Золотая Заря», что с учётом отсутствия согласия на альянс «Партии независимости Соединенного Королевства» практически свело на нет шансы на возникновение националистического объединения в законодательном органе ЕС (для создания группы в Европарламенте нужно от 25 депутатов из семи стран, чего у французской партии и её союзников по коалиции в настоящее время нет). 16 июня 2015 года «Национальный фронт» нашёл достаточно союзников для формирования фракции «Европа наций и свобод» в Европейском парламенте.

## Вопрос финансирования из РФ
23 ноября 2014 года Франс-Пресс сообщило о получении партией кредита в Первом Чешско-Российском банке в размере 9 млн евро, заключение соглашения с российским банком собеседник агентства объяснил нежеланием французских финансистов работать с Национальным фронтом. В сотрудничестве с российским банком партии помог Жан-Люк Шаффхаузер, который в мае избрался в Европарламент от ультраправой коалиции Rassemblement Bleu Marine.
«Первый чешско-российский банк» в прошлом, через компанию «Стройтрансгаз», сначала контролировался семьями Виктора Черномырдина и Рема Вяхирева, а сейчас принадлежит структурам миллиардера Геннадия Тимченко который в марте 2014 года по этой причине попал в санкционный список из-за действий РФ в Крыму и на Украине).
Сама Марин Ле Пен не увидела связи между этим банком и правительством Владимира Путина, а получение партией этого кредита, по её мнению, нельзя назвать формой лоббизма интересов России в украинском вопросе. «Мы ходили во многие французские и европейские банки, но везде нам отказывали. Банк, о котором идет речь, не кремлёвский, а частный. Нет никаких способов повлиять на политические взгляды „Национального фронта“, и это никогда не изменится. Если бы американский или французский банк одолжил нам денег, мы бы с радостью их приняли» — М. Ле Пен.
Однако, в мае 2017 года появились неподтвержденные данные, что российские банки продолжили финансировать НФ и, в том числе, финансировали избирательную кампанию Ле Пен на выборах президента Франции в 2017 году. Финансирование, якобы, осуществлялось в обмен на поддержку Ле Пен российской позиции по «украинскому вопросу», причём с российской стороны сделки курировал спецпредставитель президента РФ по взаимодействию с организациями соотечественников за рубежом Александр Бабаков.
По состоянию на 2022 год никаких новых подробностей дела не было, что позволяет утверждать, что дело закрыто и данные не подтвердились.

### Президентские выборы 2017 года
В середине августа 2014 года Марин Ле Пен объявила, что в течение года в партии будут созданы тематические платформы, участники которых займутся разработкой и популяризацией по четырём направлениям: социальная сфера, промышленность и потенциал прибрежных регионов, молодёжная политика, экология и энергетика. Это мероприятие проводится под лозунгом «51 % во втором туре», намекая на победу в президентских выборах во Франции 2017 года.

### Кризис 2017 года
21 сентября 2017 года один из вице-президентов НФ Флориан Филиппо объявил о выходе из партии в ответ на требования Марин Ле Пен к нему отказаться от проекта создания ассоциации «Патриоты» (о создании и своём председательстве в которой он объявил ранее), который, по её мнению, приводил к конфликту интересов ввиду возникновения двойной лояльности и лишения его кураторства в вопросах стратегии и коммуникаций НФ. Вслед за Филиппо о разрыве с партией объявили евродепутат Софи Монтель — ветеран Национального фронта со стажем более 30 лет и заместитель Филиппо в ассоциации «Патриоты» Максим Тьебо. Им в вину также ставился упор на социальных темах, протекционизме, выходе Франции из ЕС и отказе от евро в ходе президентской кампании М. Ле Пен.
Следствием этого кризиса стало резкое падение численности партии: с 83 тысяч членов в 2014 году до 38 тысяч к марту 2018 года.
Вечером 20 ноября 2017 года банк Société Générale потребовал от Национального фронта закрыть все свои счета в этом финансовом институте — как центральной штаб-квартиры, так и всех местных отделений.

## Съезды

### XVI съезд
Съезд прошёл 10-11 марта 2018 года в Лилле.
Основными вопросами съезда были выборы нового Центрального Комитета, выборы председателя и голосование по новому уставу.
Съезд также заслушал отчёт депутатов от партии в Европарламенте, обсудил ход подготовки к выборам 2019 года в Европарламент;
отчёты мэров, избранных от партии и
рассмотрел вопрос работы в «заморских департаментах Франции».
На выборах председателя партии Марин Ле Пен получила 97,1 % голосов. В новый Национальный совет партии (название центрального органа по новому уставу) было избрано 100 человек (ещё 20 назначается председателем партии).
Новый устав поддержали 79 % делегатов.
Тогда же М. Ле Пен предложила провести опрос членов партии по вопросу переименования организации в «Национальное объединение» (Rassemblement national). В ходе опроса высказались 53 % членов партии, из них 80 % поддержали идею.

### XVII съезд
Съезд прошёл 3-4 июля 2021 года в Перпиньяне.
Основными вопросами были изменения в уставе партии, подведение итогов прошедших выборов (на которых партия потеряла почти треть ранее избранных должностных лиц) и организационные вопросы.
Марин Ле Пен, единственный кандидат, была избрана на четвёртый срок президентом партии и утверждена кандидатом на президентских выборах 2022 года. Первым вице-президентом партии был избран Жордан Барделла, который должен был исполнять функции председателя партии с 13 сентября 2021 года (в связи с концентрацией М. Ле Пен на предвыборной президентской кампании).
В члены Национального совета были избраны 100 человек и ещё 20 назначены председателем партии, М. Ле Пен.
Для непосредственного руководства деятельностью партии было избрано Национальное бюро (состав назначает председатель партии, затем его утверждает Национальный совет). В его состав было избрано 45 человек.

Из состава Национального бюро для повседневной работы было избрано Исполнительное бюро. На съезде в его состав были избраны 15 человек: председатель и вице-председатели партии, Кевин Пфеффер (казначей), а также Николя Бе, Брюно Бильд, Себастьян Шеню, Эдвиг Диас, Жан-Поль Гарро, Элен Лапорт, Александра Массон, Филипп Оливье, Валлеран де Сен-Жюст.
Из руководства партии был вытеснен ряд радикальных политиков, связанных с Марион Марешаль.

## Переименование
1 июня 2018 года большинство делегатов Национального совета партии в Броне (Лионская метрополия) проголосовали за переименование в «Национальное объединение» (Rassemblement national) при сохранении прежнего логотипа в качестве уступки «старой гвардии». Инициатором принятого решения стала Марин Ле Пен, которая в рамках подготовки к очередным выборам в Европейский парламент предложила ряд мер для улучшения имиджа партии и расширения возможностей для формирования коалиций.

## Деятельность после переименования
Показателем выхода НОФ из кризиса стал переход в партию в январе 2019 года экс-министра транспорта правительства Николя Саркози Тьерри Мариани и бывшего депутата от Жиронды Жан-Поля Гарро, вышедших из Партии республиканцев.
На выборах в европарламент 25-26 мая 2019 года партия, список которой возглавлял Жордан Барделла, заняла первое место, получив 23,34 % голосов и 22 из 79 мест, выделенных Франции (после выхода Великобритании из Евросоюза — 23).

## Муниципальные выборы 2020 года
Партия сохранила свои руководящие позиции в 8 из 10 городов и коммун, в которых получила большинство мест в органах власти на выборах 2014 года (проиграны небольшие коммуны в департаментах Ивелин и Вар), а также победила в Перпиньяне, где список возглавлял один из лидеров партии Луи Алио и нескольких небольших городах. Всего же избрано порядка 850 муниципальных советников вместо примерно 1500 в 2014 году.
Основным событием кампании стало официальное объявление Марин Ле Пен о выдвижении своей кандидатуры на президентских выборах 2022 года.

## Деятельность в 2021 году, XVII съезд
Региональные и местные выборы 2021 года также закончились заметным провалом НО. В противоречие к многочисленным предварительным опросам общественного мнения, партия вышла на первое место в первом туре только в регионе Прованс-Альпы-Лазурный Берег, по сравнению с шестью регионами в 2015 году. НО потеряло 17 кантонов (более половины от общего числа выигранных в 2015 году) и выиграло только три новых.
XVII-й съезд партии проходил 3-4 июля 2021 года в Перпиньяне спустя короткое время после неудачных для партии региональных выборов 20 и 27 июня 2021 года.